# Порт-Айленд
Порт-Айленд (яп. ポートアイランド, англ. Port Island — дословно «портовый остров») — искусственный остров, построенный на территории порта Кобе, который находится в районе Тюо-ку города Кобе, префектура Хиого. На острове расположены важные культурные и образовательные учреждения.

## История
28 февраля 1966 года муниципальному собранию был представлен «основной проект по намыву Порт-Айленда». Строительство осуществлялось в два периода.

### Первый период (Северная часть)
- Начало строительства: 1966 год
- Завершение: 1981 год
- Общая площадь: 4.43 км2

4 февраля 1981 года состоялась объединённая церемония завершения строительства острова. На тот момент Порт-Айленд был самым большим искусственным островом в мире. В этом же году на Порт-Айленде начала работать первая в Японии полностью автоматизированная железная дорога, управляемая без машинистов: Портлайнер Кобе. В 1992 году началось строительство туннеля к острову, на котором 16 февраля 2006 года открылся аэропорт Кобе.

### Второй период (Южная часть)
- Начало строительства: 1987 год
- Завершение: 2010 год
- Общая площадь: 3.9 км2

## Завезённые растения
Порт-Айленд больше других районов Японии известен завезёнными растениями. На острове делаются интересные научные открытия: ученые регистрируют впервые появившиеся интродуцированные виды, получают новую информацию. Всего на Порт-Айленде зарегистрировано 239 видов завезённых растений. По происхождению: 122 вида из Европы, 66 — из Северной Америки, 23 — из прибрежных районов Средиземного моря, 10 — из Южной Америки, и 18 видов из двенадцати других регионов.

## Учреждения
- Зал международных встреч города Кобе
- Выставочный комплекс города Кобе
- Музей Кофе UCC
- Муниципальный зоологический сад «Царство животных Кобе»
- Минато Идзинкан — в настоящее время используется в качестве гостевого дома компании Сисмекс (закрыт для обычных посетителей).
- Спортивный музей ASICS

## Университеты
- Женский университет Кобе・Женский колледж Кобе
- Университет Кобе Гакуин
- Медицинский университет Хёго
- Университет Конан
- Университет Кобе
- Префектуральный университет Хёго